# Mommenheim (Francja)
Mommenheim – miejscowość i gmina we Francji, w regionie Grand Est, w departamencie Dolny Ren.
Według danych na rok 1990 gminę zamieszkiwały 1702 osoby, 209 os./km².